# Aca Ratuva
Pas d'image ? Cliquez ici

a Compétitions nationales et continentales officielles uniquement.

b Matchs officiels uniquement.
Dernière mise à jour le 14 octobre 2021.
Aca Ratuva, né le 30 décembre 1978 dans les îles Fidji, est un joueur de rugby à XV, qui joue avec l'équipe des Fidji, évoluant au poste de  troisième ligne aile.

## Carrière

### En club
- SU Agen 2004-2006
- Rugby club Massy Essonne (Fédérale 1) 2006-2007

### En équipe nationale
Il a eu sa première cape internationale le 3 juin 2005, à l’occasion d’un match contre l'équipe des  NZ Maoris.

## Palmarès
- 18 sélections avec l'Équipe des Fidji de rugby à XV entre 2005 et 2008[2].
- Sélections par année : 7 en 2005, 2 en 2006, 5 en 2007, 4 en 2008.
- Une sélection avec les Pacific Islanders en 2006[2].